# Жаксыбеков, Шпекбай
Шпекбай Жаксыбеков, в указе о награждении званием Героя Социалистического Труда — Жаксибеков Шпекпай (Шпекбай Жақсыбеков; 1888 год, аул Каракол — 10 июля 1968 год ) — старший чабан овцеводческого совхоза «Каракольский» Министерства совхозов СССР, Аягузский район Семипалатинской области, Казахская ССР. Герой Социалистического Труда (1948).
Родился в 1888 году в крестьянской семье в ауле Каракол. С 1930 года трудился чабаном, старшим чабаном в колхозе имени Абжанова (позднее — совхоз «Каракольский») Урджарского района.
В 1947 году бригада Шпекбая Жаксыбекова вырастила в среднем по 132 ягнёнка от каждой сотни овцематок и настригла с каждой головы по 5,9 килограмм шерсти. За выдающиеся достижения в развитии животноводства в 1947 году удостоен звания Героя Социалистического Труда указом Президиума Верховного Совета СССР от 23 июля 1948 года c вручением ордена Ленина и золотой медали «Серп и Молот».
Отец Героя Социалистического Труда Совета Жаксыбекова.